# Spanningsgestuurde filter

Een VCF in een synthesizer

Een spanningsgestuurde filter (VCF van voltage-controlled filter) is een elektrische schakeling die delen van het frequentiespectrum uit het geluid kan versterken of weg kan filteren.
VCF's bestaan in verschillende uitvoeringen. De meest voorkomende zijn: laagdoorlaatfilter (LPF van low pass filter), hoogdoorlaatfilter  (HPF van high pass filter), banddoorlaatfilter (BPF van band pass filter) en bandsperfilter (Notch). De kantelfrequentie(s) worden bij een VCF ingesteld door een gelijkspanning die op de daarvoor bedoelde ingang wordt aangesloten. Spanningsgestuurde filters worden veel toegepast in synthesizers. Ze worden na de spanningsgestuurde oscillator (VCO) gebruikt om de klankkleur te beïnvloeden.